# Emily Dievendorf
Emily Dievendorf   (Kalamazoo) és una política estatunidenca que forma part de la Cambra de Representants de Michigan pel 77è districte. És la primera integrant no-binària de la cambra.

## Trajectòria
Originària de Kalamazoo, es va traslladar a Lansing el 1997 per a matricular-se a la Universitat Estatal de Michigan. Va fer pràctiques a la Legislatura de l'Estat de Michigan i es va quedar a Lansing després de graduar-se, on va treballar per a Alexander Lipsey i Andy Coulouris. Després es va incorporar a Equality Michigan, on va arribar a ser directora executiva. El 2022, va obrir juntament amb Fae Mitchell la llibreria The Resistance, a Lansing mateix.
Es va presentar com a candidata política per primera vegada a les eleccions a la Cambra de Representants de Michigan del 2022.

## Vida personal
És bisexual i no-binària. Empra indistintament els pronoms she i they.